# Enzo Brichese
Enzo Brichese (Roma, 17 novembre 1965) è un ex astista italiano.

## Biografia
Nel 1988 si laureò campione italiano del salto con l'asta indoor, titolo che conquistò anche nel 1989, sempre con la misura di 5,50 m (suo primato personale al coperto). Prese parte a due edizioni dei campionati europei di atletica leggera indoor, nel 1988 e 1989, classificandosi rispettivamente quindicesimo e diciassettesimo.
La sua migliore prestazione risale al 1991, quando superò l'asticella posta a 5,60 m durante una manifestazione in piazza a Chiari.

## Palmarès
| Anno | Manifestazione | Sede     | Evento           | Risultato | Prestazione | Note |
| ---- | -------------- | -------- | ---------------- | --------- | ----------- | ---- |
| 1988 | Europei indoor | Budapest | Salto con l'asta | 15º       | 5,40 m      |      |
| 1989 | Europei indoor | L'Aia    | Salto con l'asta | 17º       | 5,20 m      |      |

## Campionati nazionali
- 2 volte campione nazionale assoluto indoor del salto con l'asta (1988, 1989)

1988
- Oro ai campionati italiani assoluti indoor, salto con l'asta - 5,50 m

1989
- Oro ai campionati italiani assoluti indoor, salto con l'asta - 5,50 m